# Suwa Lacus
Il Suwa Lacus è una struttura geologica della superficie di Titano.